# Sirio (torpediniera)
Nave Sirio è stata una torpediniera della Regia Marina e successivamente una corvetta della Marina Militare.

## Storia
La Sirio divenne operativa negli ultimi mesi del 1936, venendo dapprima impiegata nelle acque della Libia.
Nel 1937 la torpediniera prese parte alla guerra civile spagnola, svolgendo azioni di contrasto del contrabbando di rifornimenti a favore delle truppe spagnole repubblicane.
Successivamente, prima dello scoppio del secondo conflitto mondiale, l'unità operò nel Dodecaneso.

### Seconda guerra mondiale
All'ingresso dell'Italia nella seconda guerra mondiale la Sirio faceva parte della X Squadriglia Torpediniere di base a La Spezia, che formava unitamente alle gemelle Vega, Sagittario e Perseo. Fu assegnata a missioni di scorta inizialmente in Libia e poi in Egeo, per poi tornare sulle coste libiche e tunisine sino alla caduta di tali territori in mano alleata.
Dal 9 al 15 giugno 1940 la nave partecipò, insieme alle torpediniere Curtatone e Carini ed ai posamine Crotone, Fasana, Orlando e Gasperi, alle operazioni di minamento delle acque prospicienti l'isola d'Elba.
Dal 29 al 31 agosto la Sirio scortò da Palermo a Tripoli la pirocisterna Marangona ed il piroscafo San Giovanni Battista.
Dal 6 all'11 novembre l'unità fu di scorta, sulla rotta Tripoli-Palermo, alla nave cisterna Ticino ed al piroscafo Sirena.
Alle 00:33 del 27 novembre 1940 la Sirio, in missione nel canale di Sicilia (era partita da Trapani alle 17 del 26), avvistò al largo di Capo Bon le sagome di sette navi britanniche – la corazzata HMS Ramillies, gli incrociatori Newcastle, Berwick e Coventry e tre cacciatorpediniere (questi ultimi in realtà erano cinque) – con rotta verso nordovest (si trattava della Forza D britannica, in mare per l'operazione Collar) e le attaccò infruttuosamente con il lancio di due siluri da 1800 metri (le armi non vennero nemmeno notate da bordo delle navi inglesi). Dopo l'attacco la Sirio ripiegò e lanciò un segnale di scoperta, che permise alla flotta italiana in mare di dirigere verso la squadra britannica (ne derivò poi l'infruttuosa battaglia di Capo Teulada).
Il 19 maggio 1941, la Sirio partì dal Pireo di scorta ad un convoglio di 21 caicchi con a bordo 2331 militari tedeschi, che avrebbero dovuto raggiungere Creta per partecipare ai combattimenti in corso per l’occupazione dell'isola. Tuttavia fu immobilizzata da una grave avaria all'elica di dritta e costretta a rientrare in porto, così come 7 dei caicchi. La nave guasta venne rimpiazzata dapprima dalla vecchia torpediniera Curtatone, che saltò su mine nel golfo di Atene prima di poter raggiungere il convoglio, e poi dalla torpediniera Lupo, che nella notte tra il 21 ed il 22 maggio affrontò una preponderante formazione britannica nel tentativo di difendere il piccolo convoglio.

La Sirio abborda il relitto dell’incrociatore britannico York nella baia di Suda per ispezionarlo, giugno 1941

Nel corso del 1941 la torpediniera venne modificata con l'eliminazione delle poco efficaci mitragliere da 13,2 mm e la loro sostituzione con 8 armi da 20/65 mm. Vennero inoltre imbarcati altri due lanciabombe di profondità.
Il 23 luglio 1941 la Sirio partecipò, insieme al rimorchiatore di soccorso Hercules, alle operazioni di disincaglio della nave ospedale Gradisca, aretatasi sei giorni prima su un banco di sabbia al largo di Capo Kara (Grecia).
Alle 11:58 del 15 agosto il sommergibile britannico Thrasher attaccò infruttuosamente con quattro siluri il piroscafo tedesco e posamine ausiliario Bulgaria (secondo altre fonti la motonave tedesca Ankara), che la Sirio stava scortando, in posizione 37°36' N e 24°03' N (al largo di Capo Sounion).
Il 4 settembre dello stesso anno la torpediniera lasciò il Pireo per scortare ai Dardanelli la pirocisterna Maya ed il piroscafo rumeno Balcik, ma l'indomani, alle 7:45, la Maya venne colpita da un siluro lanciato dal sommergibile ellenico Perseus circa 6 miglia a sud di Tenedo. Dopo infruttuosi tentativi di rimorchio la Maya dovette essere finita a cannonate dalla stessa Sirio, inabissandosi nel punto 39°43' N e 25°57' E.
Alle 9:53 del 15 ottobre il sommergibile HMS Thunderbolt attaccò con tre siluri, in posizione 37°40' N e 23°51' E, il convoglio – piroscafi tedeschi Burgas ed Arthemis, navi cisterna Petrakis Nomikos (tedesca) e Torcello (italiana) – che la Sirio stava scortando insieme alla gemella Alcione ed al cacciatorpediniere Quintino Sella: nessuno dei siluri andò a segno, così come risultò infruttuoso il lancio da parte della scorta di una decina di bombe di profondità.
Il 25 ottobre 1941, alle 13:18, il sommergibile britannico Triumph centrò con due siluri (su tre lanciati) il piroscafo Monrosa, che la Sirio ed il cacciatorpediniere Sella stavano scortando insieme al piroscafo Sant'Agata dal Pireo a Candia, provocandone l'affondamento in dodici minuti in posizione 37°41' N e 23°53' E (tra gli isolotti di Gaidaro e Phleva). La reazione delle navi italiane (cui si era aggiunta la torpediniera Libra) danneggiò il sommergibile attaccante.
Alle 14:55 del 16 settembre 1942 la Sirio salpò da Suda per scortare a Tobruk, unitamente alla gemella Lupo, i trasporti Dora (con a bordo 192 tonnellate di rifornimenti), C. Fougier (carico di 1347 tonnellate di munizioni ed altri rifornimenti) e Nerucci (con a bordo 1019 tonnellate di benzina e 134 di altri materiali): il convoglio arrivò a destinazione alle 10.15 del 18, dopo aver eluso un attacco da parte del sommergibile HMS Taku con obiettivo il Dora (il sommergibile britannico aveva infruttuosamente lanciato quattro siluri contro il mercantile alle 3.20 del 18, mentre si trovava in posizione 32°29' N e 23°34' E, circa 35 miglia a nordovest di Tobruk).
Il 24 settembre la torpediniera, al comando del capitano di corvetta Bortone, lasciò il Pireo per scortare a Tobruk, insieme al cacciatorpediniere da Recco ed alle torpediniere Lupo e Castore, i piroscafi Menes (tedesco) ed Anna Maria Gualdi (italiano), cui poi si aggiunsero la nave cisterna Proserpina e le torpediniere Libra e Lira. Il convoglio giunse a destinazione indenne dopo aver respinto un attacco aereo.
All'1:45 del 25 novembre la nave lasciò Palermo per scortare a Biserta, insieme alla torpediniera di scorta Groppo, un convoglio composto dai piroscafi Carlo Zeno, Etruria e XXI Aprile e dalle motozattere MZ 705 e MZ 756. Alle 13.50 dello stesso giorno il sommergibile HMS Utmost attaccò infruttuosamente il convoglio una quarantina di miglia a sudovest di Capo San Vito, venendo poi affondato (in posizione 38°31' N e 12°01' E) dalla reazione della Groppo. Le navi del convoglio giunsero a destinazione a mezzogiorno del 26.
Alle 14:30 del 30 novembre la Sirio salpò da Napoli per scortare in Tunisia il convoglio «B» (piroscafi Arlesiana, Achille Lauro, Campania, Menes e Lisboa) insieme alle torpediniere Pallade, Groppo ed Orione; alla scorta furono successivamente aggregati anche la torpediniera Uragano (alle 17.10 del 1º dicembre) e la X Squadriglia Cacciatorpediniere (Maestrale, Grecale ed Ascari, aggiuntisi alle 19.35 dello stesso giorno), ma il convoglio fu comunque fatto rientrare alla notizia dell'uscita in mare della Forza Q britannica (incrociatori leggeri Aurora, Sirius ed Argonaut, cacciatorpediniere canadesi Quiberon e Quentin), che poi, nella notte del 2 dicembre, intercettò e distrusse il convoglio «H», che invece era stato fatto proseguire.
Alle 21:00 del 23 dicembre 1942 la Sirio lasciò Palermo insieme alla gemella Perseo ed al cacciatorpediniere Lampo per scortare a Biserta le motonavi Viminale e Col di Lana ed il trasporto militare tedesco KT 2. Alle dieci del 24 il sommergibile britannico P 48 cercò di silurare il Viminale al largo di Capo Bon, senza riuscirvi, mentre la reazione della Perseo danneggiò il sommergibile attaccante (poi affondato due giorni dopo dalla torpediniera Ardente). Il convoglio giunse a destinazione alle sette di sera dello stesso giorno.
Alle 4:30 del 31 gennaio 1943 la torpediniera partì da Napoli di scorta, insieme alla gemella Clio, alle moderne torpediniere di scorta Monsone ed Uragano ed al cacciatorpediniere Saetta, ad un convoglio composto dalle moderne motonavi Alfredo Oriani, Manzoni e Mario Roselli. Dopo aver evitato un attacco da parte del sommergibile HMS Turbulent il 31 gennaio, il convoglio fece tappa a Palermo (dalle 17.45 del 1º febbraio alle 00.30 del 2) e ne ripartì poi per arrivare a Biserta alle tre del pomeriggio del 2 febbraio.
Alle 5.30 del 3 febbraio 1943 la Sirio lasciò Biserta per Napoli di scorta, insieme al cacciatorpediniere Saetta ed alle torpediniere Monsone, Uragano e Clio, alla grossa nave cisterna Thorsheimer in navigazione di rientro in Italia. La navigazione era ostacolata da foschia, mare forza 5 e vento di Maestrale forza 6, che provocavano rollio e scarrocciamento e rendevano difficoltoso il calcolo della posizione e l'uso di scandaglio ed ecogoniometro. Alle 9.38 di quello stesso giorno l’Uragano urtò una mina (posata dal posamine britannico Abdiel), che le asportò la poppa, e rimase immobilizzata. Alle 9.40 Clio e Saetta si avvicinarono per fornire soccorso, ma otto minuti più tardi quest'ultimo urtò una mina ed affondò spezzato in due in meno di un minuto, trascinando nella sua fine 170 uomini. Anche il tentativo di soccorso del Clio a mezzo imbarcazioni di bordo, avvenuto alle 9.51, risultò infruttuoso, ed alle 10 il resto del convoglio ricevette l'ordine di proseguire, giungendo indenne a Napoli alle 12.50. Nell'affondamento di Uragano e Saetta scomparvero 284 uomini, mentre solo 54 poterono essere salvati.
Alle 11:20 del 15 febbraio 1943 la Sirio, al comando del capitano di corvetta Antonio Cuzzaniti, lasciò Palermo insieme alla moderna torpediniera di scorta Monsone, al vetusto cacciatorpediniere Augusto Riboty (che rientrò poi, dopo circa otto ore, per avarie, venendo sostituito l'indomani mattina dalla torpediniera Clio) ed alle moderne corvette Antilope e Gabbiano, per scortare a Biserta un convoglio composto dai piroscafi Alcamo, Frosinone e Chieti e dalla piccola motonave cisterna Labor. Alle 23:30 la Monsone e la Gabbiano rilevarono con l'ecogoniometro il rumore prodotto da motori a scoppio a circa 3000 metri di distanza: si trattava delle unità britanniche MTB 77, MTB 82 ed MGB 61, due motosiluranti ed una motocannoniera, che stavano manovrando per attaccare il convoglio. Le unità della scorta aprirono il fuoco con le proprie artiglierie, mentre quelle britanniche sparavano con le proprie mitragliere e, giunte a breve distanza, la MTB 77 e la MTB 82 lanciarono due siluri contro l’Alcamo, mancandolo. Poi le tre unità, due delle quali danneggiate (la MTB 77 colpita più volte da schegge e con un ufficiale morto a bordo, la MTB 82 raggiunta da un proiettile a poppa) ripiegarono, inseguite inutilmente da Sirio e Monsone; quando, alle quattro del mattino, tornarono per tentare un secondo attacco, vennero nuovamente respinte dal fuoco della Sirio. Il convoglio, scampando anche ad alcuni attacchi aerei, arrivò indenne a Biserta alle 23.45 del 16 febbraio.
Il 12 marzo 1943 la Sirio era caposcorta di un convoglio in navigazione da Napoli a Tunisi, comprensivo, oltre che della scorta delle torpediniere Cigno, Libra ed Orione, delle corvette Cicogna e Persefone e dei cacciasommergibili VAS 231 e VAS 232, dei trasporti Caraibe, Sterope ed Esterel, quando – alle 22.19 – il convoglio venne attaccato dal sommergibile britannico Thunderbolt, che silurò danneggiò gravemente l’Esterel a due miglia da San Vito Lo Capo. Precedentemente un attacco di aerosiluranti Bristol Beaufort del 39° Squadron (uno dei quali era stato abbattuto) aveva già posto fuori uso la Sterope, che aveva dovuto essere rimorchiata a Palermo. Dopo un infruttuoso attacco da parte della Libra, l'indomani la Cicogna riuscì ad affondare il Thunderbolt.
Alle 22 del 14 marzo 1943 la Sirio lasciò Biserta di scorta, insieme ad altre tre unità (la torpediniera Cigno e le corvette Cicogna e Persefone), ad un convoglio di cinque mercantili (Ethylene, Labor, Volta, Teramo, Forlì) di rientro in Italia. Alle 12.11 del 17 marzo il convoglio, ridottosi alla sola motocisterna Labor ed al piroscafo Forlì scortati da Sirio, Cigno e Persefone, venne attaccato dal sommergibile britannico Trooper tra Palermo e Napoli: i siluri diretti contro la Labor non andarono a segno, mentre il Forlì venne colpito alle 12.20 e s'inabissò rapidamente in posizione 40°11' N e 14°23' E (18 miglia a sud di Capri e 23 ad ovest di Punta Licosa). Il resto del convoglio giunse a Napoli alle 16.30 dello stesso giorno.
Il 22 marzo la torpediniera rimorchiò il piroscafo tedesco Prasident Herrenschmidt, che, in navigazione scortato dalla Sirio, era stato colpito a poppa da un siluro lanciato dal sommergibile HMS Tribune in posizione 39°14' N e 15°59' E, una decina di miglia a nordovest di Capo Suvero.
Nell'estate 1943 la Sirio aveva base a Napoli ed era inquadrata nella I Squadriglia Torpediniere, con Aretusa, Lince, Sagittario, Clio e Cassiopea). Dopo l'armistizio riuscì a raggiungere un porto sotto il controllo alleato.
Comandanti
Capitano di corvetta Giovanni Dessy (nato ad Oristano il 21 giugno 1904) (agosto - dicembre 1940)
Capitano di corvetta Romualdo Bertone (nato il 1 agosto 1907) (settembre 1942 - gennaio 1943)
Capitano di corvetta Antonio Cuzzaniti (nato a La Spezia il 23 gennaio 1908) (gennaio - dicembre 1943)

#### Cobelligeranza
Dopo la proclamazione dell'armistizio, il 19 settembre Sirio e Clio, insieme alla motonave Probitas, furono inviate a Santi Quaranta dove imbarcarono 1750 militari italiani, trasferendoli l'indomani a Brindisi.
Nel settembre 1943 Sirio e Clio parteciparono inoltre a missioni di evacuazione delle truppe italiane da Corfù.
A metà settembre le due torpediniere, su iniziativa ed al comando del contrammiraglio Giovanni Galati, lasciarono Brindisi stipate di rifornimenti (munizioni per cannoni e mitragliere, pezzi d'artiglieria, medicinali, bombe da mortaio, proiettili contraerei) destinati alla Divisione «Acqui», assediata dai tedeschi a Cefalonia. Quando tuttavia gli Alleati si accorsero della missione in corso, non autorizzata da essi, ingiunsero il rientro a Brindisi delle due unità senza che queste avessero raggiunto Cefalonia.

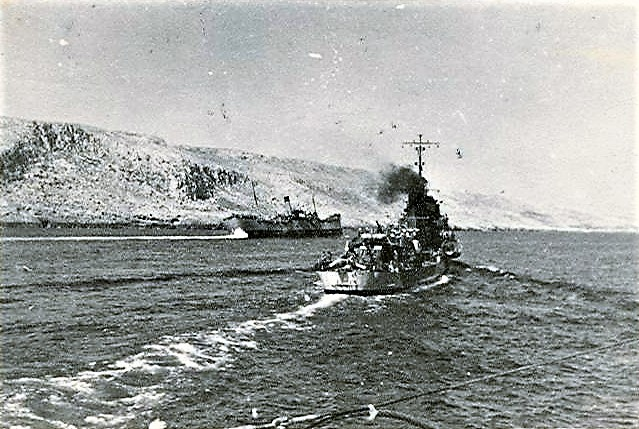
La Sirio segue il piroscafo Dubac gravemente danneggiato per fornire assistenza

Nella sera del 22 settembre la Sirio, insieme alla corvetta Sibilla ed ai trasporti Dubac e Salvore, effettuò una prima missione di evacuazione di truppe italiane da Santi Quaranta, imbarcando feriti e prigionieri fuggiti del 130º Reggimento della Divisione «Parma».

Un’altra foto della Sirio e del Dubac che tenta di raggiungere la costa del Salento

Alle dieci di sera del 24 settembre la Sirio venne inviata a Santi Quaranta per sostituire la vecchia torpediniera Stocco, dirottata su Corfù ed affondata da aerei tedeschi, nella scorta di un altro convoglio – piroscafo Dubac e motonavi Salvore e Probitas, scortati dalla corvetta Sibilla – incaricato di evacuare soldati da quella località. Le unità trasportarono all'andata una ridotta quantità di viveri (5-6 tonnellate), mentre prima di ripartire (mattina del 25) imbarcarono 2700 militari della Divisione «Perugia». La Probitas non poté partire per un'avaria ai motori, e venne affondata nel pomeriggio da attacchi aerei. Durante il viaggio il convoglio venne attaccato da bombardieri tedeschi Junkers Ju 87 "Stuka": mentre la Sirio, la Sibilla e la Salvore poterono evitare le bombe, il Dubac venne centrato da due o tre ordigni che massacrarono oltre 200 uomini e provocarono gravi danni alla nave, che iniziò a sbandare sul lato sinistro. La Sirio si portò sottobordo alla nave colpita (che poté poi portarsi all'incaglio un miglio a nord del faro di Otranto) e ne prese a bordo i feriti più gravi per portarli a Brindisi (dove giunse con la tolda cosparsa di sangue).
Durante la cobelligeranza (1943-1945) la torpediniera effettuò missioni di scorta a naviglio mercantile alleato.
Il 15 gennaio 1945 la nave venne incontro, al largo di Algeri, alla formazione navale costituita dall'incrociatore leggero Attilio Regolo, i cacciatorpediniere Carabiniere, Mitragliere e Fuciliere e la torpediniera Orsa, che rientrava dalle Baleari dopo essere stata internata in seguito alle vicende armistiziali ed all'affondamento della corazzata Roma, accompagnandola nella navigazione verso Taranto, dove le navi giunsero il 23 gennaio.

### Servizio nella Marina Militare

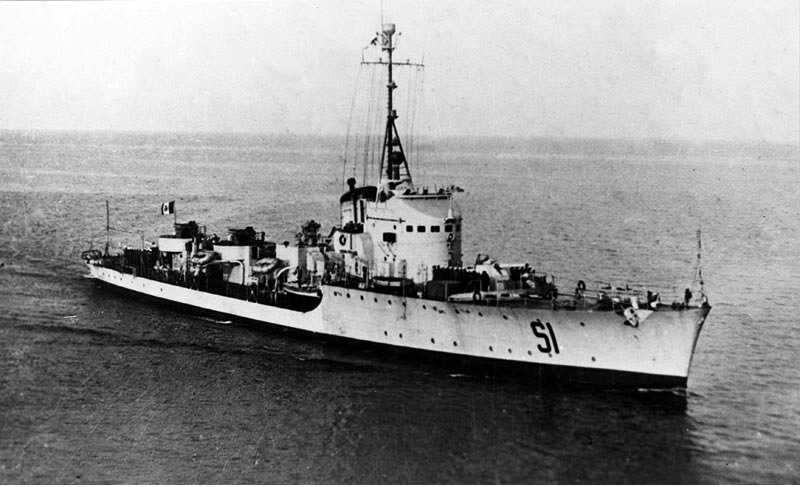
La nave dopo la riconversione a corvetta veloce

Nel dopoguerra l'unità fu tra le navi lasciate all'Italia dal trattato di pace e passò quindi alla Marina Militare.
Tra il 1951 ed il 1952 la Sirio venne riclassificata corvetta veloce e sottoposta a grandi lavori di ammodernamento, che comportarono l'eliminazione di 2 cannoni da 100/47 mm e dei 4 tubi lanciasiluri, nonché l'installazione di un lanciatore antisommergibile «Porcospino». In seguito all'ingresso dell'Italia nella NATO la nave ricevette inoltre (1953) la nuova sigla identificativa F 554.
La nave prese parte ad esercitazioni insieme ad unità della NATO.
Nel 1958 la corvetta subì la rimozione dell'ultimo cannone da 100 mm, imbarcando invece 2 mitragliere da 40/60 mm Mk 3.
Radiata il 31 ottobre 1959, l'anziana Sirio venne avviata alla demolizione.